# Котрелёв, Николай Всеволодович
Никола́й Все́володович Котрелёв (21 февраля 1941, Москва — 25 июля 2021, Москва) — российский филолог, переводчик-итальянист, текстолог, историк русской философии и литературы Серебряного века (Вл. Соловьёв, Ал. Блок, Вяч. Иванов), поэт.

## Биография
Окончил филологический факультет МГУ (1960—1968). Как поэт публиковался в самиздатском альманахе А. Гинзбурга «Синтаксис» (1960), тамиздатском журнале «Грани» (1965). Дружил с Вл. Муравьёвым, Л. Турчинским, со многими поэтами и художниками андеграунда (Вадим Козовой, Томас Венцлова, Наталья Горбаневская, Владимир Яковлев, Владимир Пятницкий и другие). Переводил и комментировал переводы итальянских и каталанских поэтов (Эудженио Монтале, Сальвадор Эсприу и др.), книги по истории искусства. Работал во ВГБИЛ (1967—1988), в 1980—1988 годах заведовал там отделом редкой книги. С 1988 года — сотрудник ИМЛИ, в 1990—2009 годах — заведующий отделом «Литературное наследство», затем старший научный сотрудник.
Умер 25 июля 2021 года после долгой болезни. Прощание и отпевание прошло 28 июля в Храме Покрова Пресвятой Богородицы в Красном селе. Похоронен на Армянском кладбище.

### Семья
- Сын — Тихон Николаевич Котрелёв (р. 1976), российский актёр.
- Сын — Федор Николаевич Котрелев (р. 1970), священник
- Внук — Кузьма Фёдорович Котрелев (р. 1997), актёр МХТ им. Чехова

## Преподавательская деятельность
В 1990-е годы преподавал на философском факультете МГУ имени М. В. Ломоносова (1991—1994), в ряде итальянских университетов, в Православном Свято-Тихоновском гуманитарном университете (2000—2003), приглашённый профессор Еврейского университета в Иерусалиме (2003).

### Статьи
- Итальянские литераторы — сотрудники «Весов» (эпизод из истории русско-итальянских литературных связей) // Проблемы ретроспективной библиографии и некоторые аспекты научно-исслед. работы ВГБИЛ: Сб. науч. тр. / Всесоюз. гос. б-ка иностр. лит.; [Редкол.: В. А. Скороденко (отв. ред.) и др.]. М.: ВГБИЛ, 1978. С. 129—158.
- К истории издания второй книги Александра Блока (К 80-летию со дня выхода в свет) // Книга. Исследования и материалы. Сб. М.: Книга, 1986. С. 162—165.
- Переводная литература в деятельности издательства «Скорпион» // Социально-культурные функции книгоиздательской деятельности: Сб. науч. тр. / Отв. ред. Н. В. Котрелев. М.: ВГБИЛ, 1985. С. 68—133.
- Писатель и искусство книги (По неизданной переписке авторов издательства «Скорпион») // Книговедение и его задачи в свете актуальных проблем советского книжного дела. Вторая Всесоюзная научная конференция по проблемам книговедения. [6] Секция искусства книги. Тезисы докладов. М.,1974. С. 41—44.
- Поляков Сергей Александрович // Русские писатели. 1800—1917: Биограф. словарь / Гл. ред. П. А. Николаев. М.: Большая российская энциклопедия. Т. 5: П-С. 2007. С. 65—67.